# SŽD-Baureihe ТЭМ1
Die Baureihe ТЭМ1 (deutsche Transkription TEM1) der Sowjetischen Eisenbahnen (SŽD) war eine Klasse breitspuriger Diesellokomotiven. Aufbauten und Dieselmotor wurden von der ТЭ1 übernommen, während Drehgestelle und Fahrmotoren von der ТЭ3 stammen. Von der Lokomotive wurden 1946 Stück gebaut, die in der ganzen Sowjetunion eingesetzt wurden. Später erschien die verstärkte Version ТЭМ2.

## Geschichte

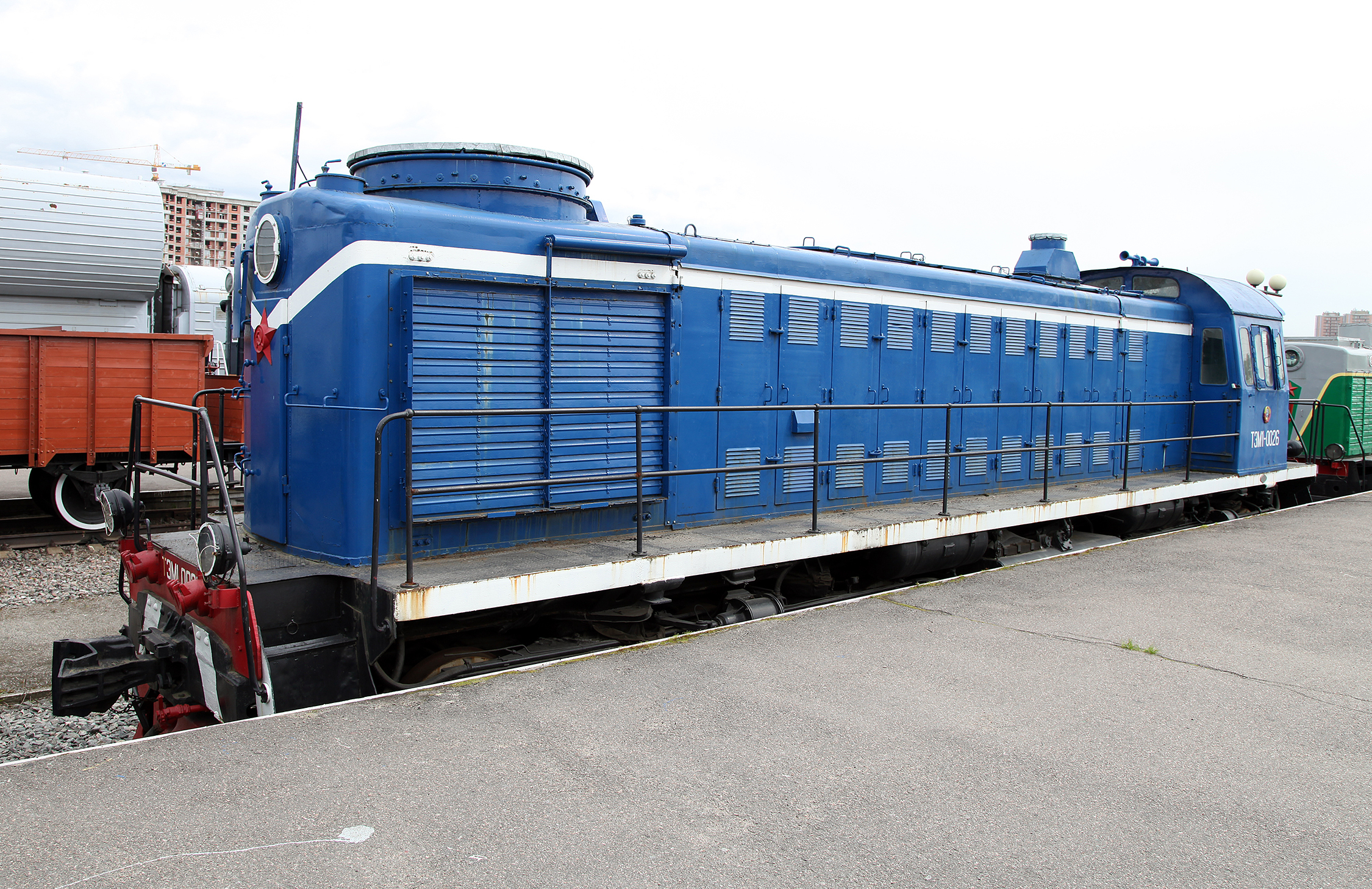
Ansicht der Diesellokomotive ТЭМ1-0026 (Frühe Version) von der Vorderseite her

Die erste ТЭМ1 wurde ab 1958 von der Lokomotivfabrik Brjansk ausgeliefert. Bereits ein Jahr später wurden 120 Stück hergestellt. Im Juni 1964 lieferte das Werk das 1000. Exemplar der Baureihe ab. Der höchste Ausstoß an ТЭМ1 wurde im Jahr 1967 mit 271 Stück erreicht, bevor im Jahr darauf die Produktion zugunsten der Nachfolger-Baureihe ТЭМ2 eingestellt wurde. Während der Produktion wurden viele konstruktive Änderungen vorgenommen.
Die ТЭМ1 wurde im Rangierdienst eingesetzt, wo sie sowohl in Rangierbahnhöfen wie auch für die Bedienung von Anschlussgleisen von Industriebetrieben zum Einsatz kam.

## Technik
Die Drehgestelle mit den Fahrmotoren, der Kraftstofftank und die Kühlanlage wurden von der Baureihe ТЭ3 übernommen. Hauptgenerator und Zweimaschinenaggregat sind baugleich zur ТЭ1 und ТЭ2.
Anstelle des in der ТЭ1 und der ТЭ2 eingesetzten Dieselmotors D50 wurde der neue, leistungsfähigere Motor 2D50 eingebaut. Dieser unterscheidet sich von dem D50 durch eine geänderte Nockenwelle, welche die Steuerzeiten verbesserte, ein leistungsfähigeres Gebläse für die Motoraufladung und einen strömungsgünstigeren Abgaskrümmer. Die oben genannten Verbesserungen führten zu einer Leistungssteigerung von 15 % gegenüber dem D50.

## ТЭМ1M

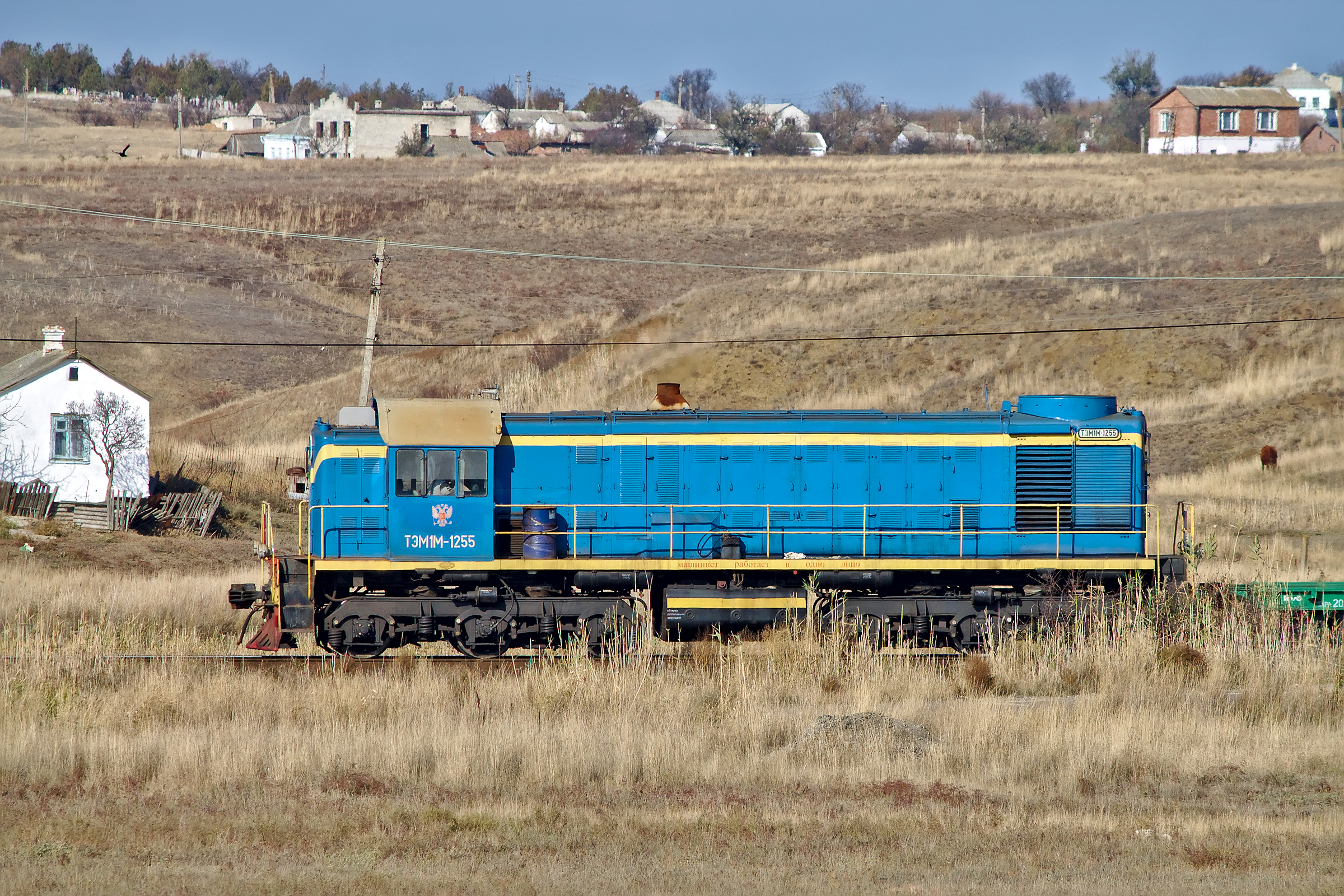
ТЭМ1М-1255

Insgesamt wurden 142 Lokomotiven generalüberholt und remotorisiert. Diese Arbeiten wurden ab 1976 vom Ausbesserungswerk Astrachan ausgeführt und ab 1984 im Ausbesserungswerk Mitschurinski. Äußerliche Merkmale der überholten Lokomotiven waren die breiteren und längeren Vorbauten. Es wurde der in der ЧМЭ3 eingesetzte Motor K6S310DR eingebaut, was die Leistung der Lok auf 1350 PS steigerte.